# Systologaster silacea
Systologaster silacea är en tvåvingeart som först beskrevs av Martin 1976.  Systologaster silacea ingår i släktet Systologaster och familjen rovflugor.
Artens utbredningsområde är Peru. Inga underarter finns listade i Catalogue of Life.